# Fisch-Kanu-Pass

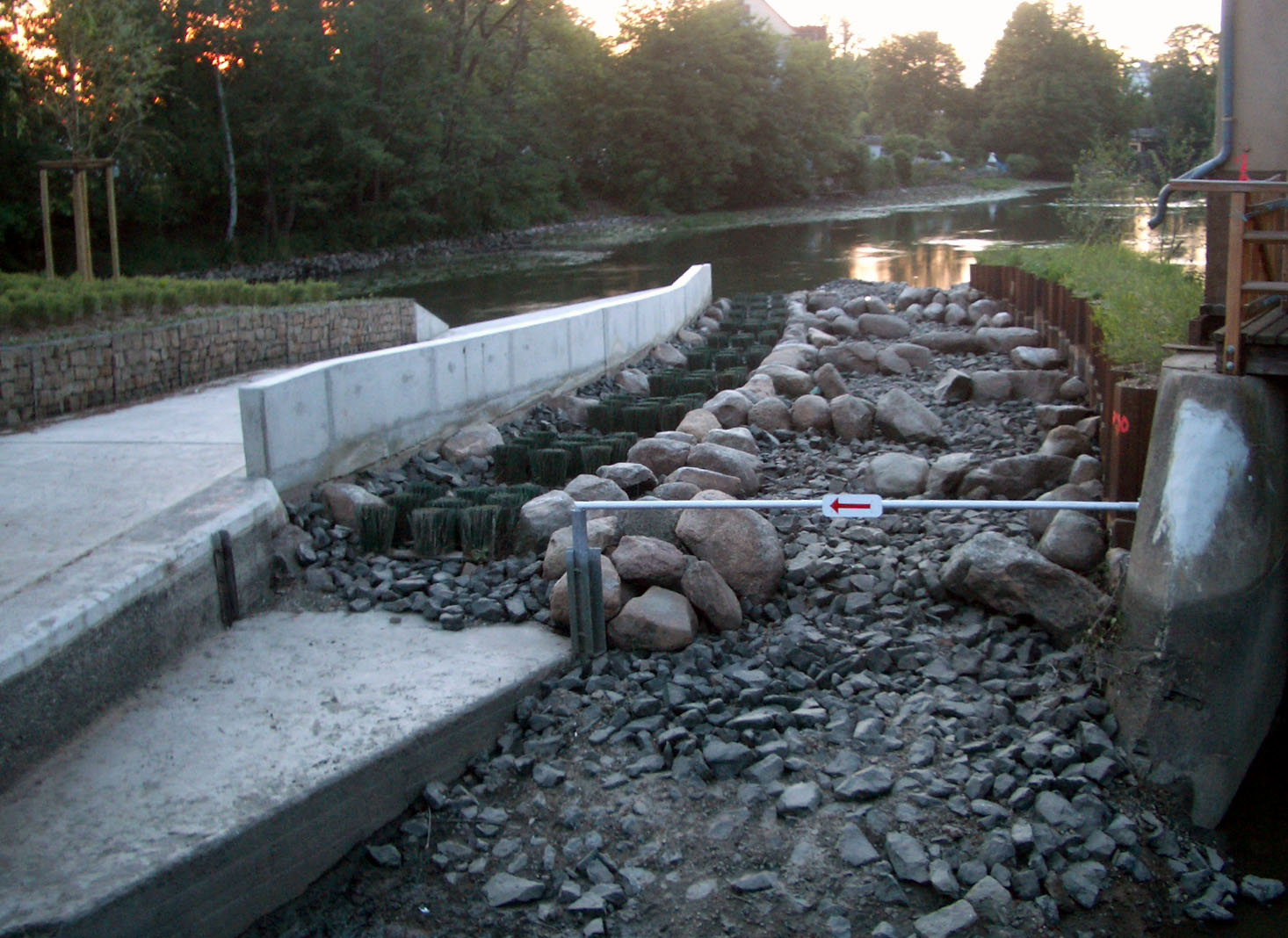
Kanu-Borstengasse und Raugerinne mit Störsteinen am Eisenbütteler Wehr in Braunschweig

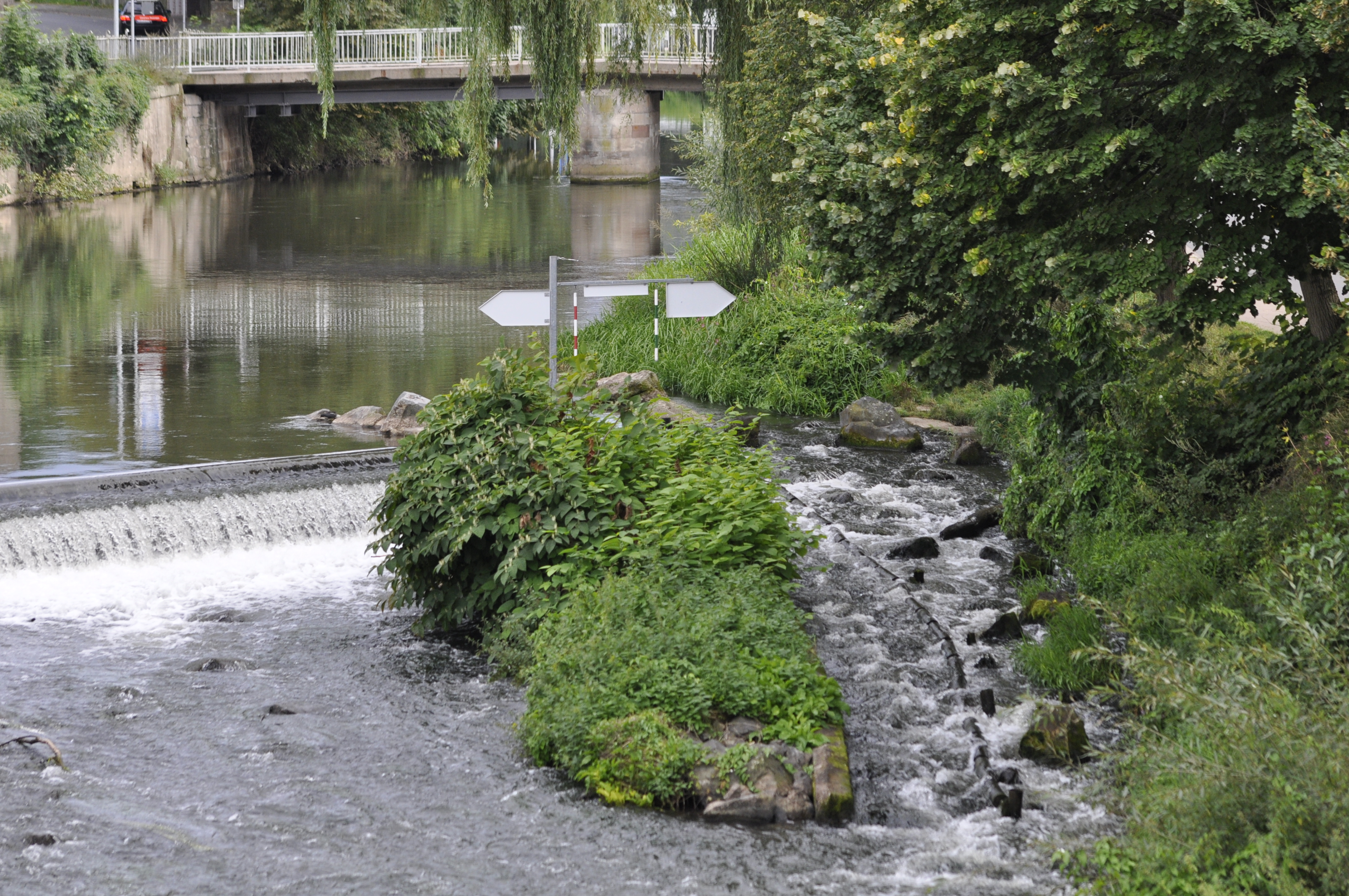
Fischtreppe mit Kanugasse am Fuldawehr (Hann. Münden)

Ein Fisch-Kanu-Pass (Bürsten-Fischpass, Borstenpass) ist eine Kombination von Fischaufstiegsanlage (Fischpass, Fischtreppe, Fischwanderhilfe) und Bootsgasse (Bootspassage) in einer Rinne.
Entwickelt wurde der Fisch-Kanu-Pass von der Prüfstelle für Umwelttechnik und Wasserbau an der Universität Kassel unter der Leitung von Reinhard Hassinger.
Es handelt sich dabei um ein Gerinne zwischen dem Oberwasser einer Stauanlage oder Wehr und dem Unterwasser in einem Fließgewässer, also einem Fluss oder Bach. Aber auch in stehenden Gewässern, die Staustufen enthalten (z. B. Kanälen), kann mit Fisch-Kanu-Pässen eine Durchgängigkeit für Tiere und Menschen hergestellt werden. Mit diesem Gerinne wird die Wasserspiegeldifferenz mit einem Gefälle von ca. 1:20 überwunden. Möglich sind im Prinzip auch steilere Anlagen bis 1:10 oder 1:8, bei denen jedoch die Kriterien für Fischpässe nur schwer eingehalten werden können. Auf dem Boden des Gerinnes werden Borstenelemente wie umgedrehte Besen als elastische Störkörper angeordnet. Die Borstenblöcke werden mit Gewindebolzen aufgeständert; die gesamte Sohle wird mit Flussgeröll und Kies als Sohlsubstrat aufgefüllt.
Neuerdings werden die Borstenblöcke in Riegeln angeordnet, wobei zwei bis drei Riegel eine Gruppe bilden. Zwischen den Gruppen entstehen Becken als Aufenthalts- und Ruheraum für größere Fische. Dadurch wird die Strömungsgeschwindigkeit zwischen den Elementen auf 1,0–1,4 m/s (je nach Fallhöhe an einer Riegelgruppe) und im Strömungsschatten der Elemente auf  0,10 bis 0,30 m/s reduziert und damit allen Fischarten der Aufstieg ermöglicht.
Kanus können über den Bürsten nach unten fahren bzw. bei Niedrigwasser auf den Bürsten nach unten rutschen.
Bekannte Anlagen dieser Art befinden sich in Lippstadt (Wehr Esbeck, Lippe), Hann. Münden (Fuldawehr, Fulda), Braunschweig-Rüningen (Oker), Burg/Spreewald (Kongoa-Wehr, Stilles Fließ), Cham und Chamerau (Regen), Fürstenberg (Havel), Osnabrück (Wehr Neue Mühle in der Hase), Budin (Sazava-Fluss, Tschechische Republik) und Porter’s lock (River Medway, England). Insgesamt sind ca. 30 Anlagen in Betrieb.
Der Fisch-Kanu-Pass beruht auf dem Konzept des Borsten-Fischpasses, der bei den hydraulischen Parametern gegenüber herkömmlichen Bauweisen Vorteile hat.